# Clarias

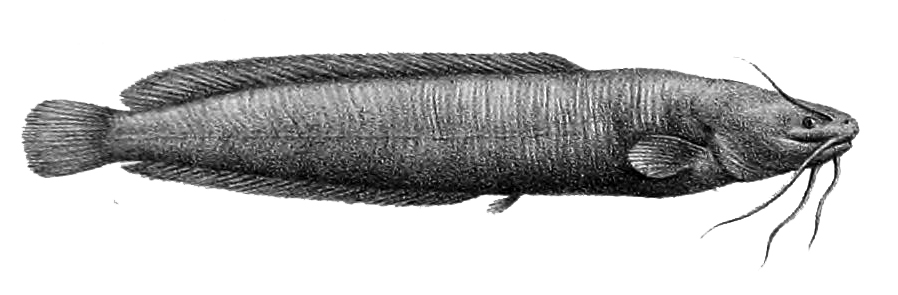
Clarias liocephalus

Clarias é um gênero de peixe-gato (ordem Siluriformes) da família Clariidae, os peixes-gato de respiração aérea. O nome é derivado do grego chlaros, o que significa animado, em referência à capacidade do peixe de viver por um longo tempo fora da água.

## Taxonomia
Clarias foi considerado parafilético. Uma espécie de aglomerados de Heterobranchus (H. longifilis) profundamente dentro do grupo Clarias.